# Senate of Eswatini

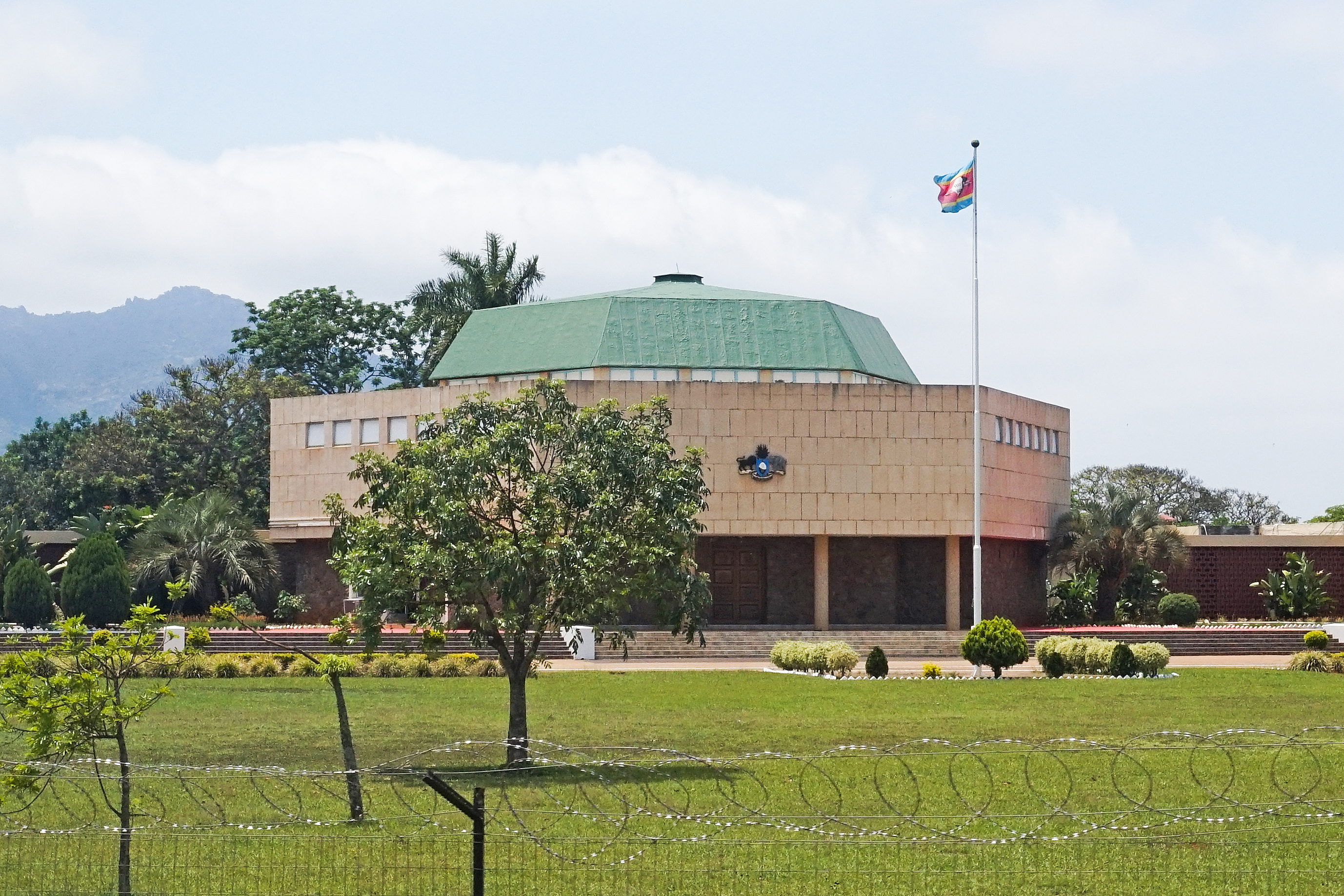
Parlamentsgebäude

Der Senate of Eswatini ist das Oberhaus im Zweikammersystem des Parlaments von Eswatini. Der Senat kann Gesetze einbringen oder auch beschließen, mit Ausnahme des Haushaltsgesetzes. Die Gesetze müssen jedoch zuerst im Unterhaus, dem House of Assembly of Eswatini vorgelegt werden. Es ist in Lobamba.

## Zusammensetzung
Der Senat hat maximal 31 Mitglieder. Der König ernennt 20 der Mitglieder und die restlichen zehn werden vom House of Assembly gewählt. Von diesen müssen wenigstens acht von zwanzig, beziehungsweise fünf von zehn Frauen sein. Diese Zahlen werden jedoch oft nicht erreicht.

## Wahl
Die Wahl erfolgt geheim in einem first-past-the-post system of voting. Alle Senatoren werden auf fünf Jahre gewählt. Senatoren müssen mindestens 18 Jahre alt sein, Bürger, registrierte Wähler und alle Steuern bezahlt haben („have paid all taxes or made arrangements satisfactory to the Commissioner of Taxes“).

## Geschichte
Im Juli 2005 wurde eine neue Verfassung angenommen. Die erste Wahl unter der neuen Verfassung wurde im September 2008 abgehalten. Gelane Zwane wurde zum dritten Mal ohne Gegenkandidat zum Präsidenten des Senats gewählt. Ngomuyayona Gamedze wurde Stellvertretender Präsident. Sechs der Senatoren, die der König berufen hat, waren Familienmitglieder.
Ende des Jahres 2013 verbot der Senat Mitgliedern des Parlaments sich scheiden zu lassen, um „dem König Peinlichkeiten zu ersparen“ (avoid embarrassing the king).